# 加拿大华人

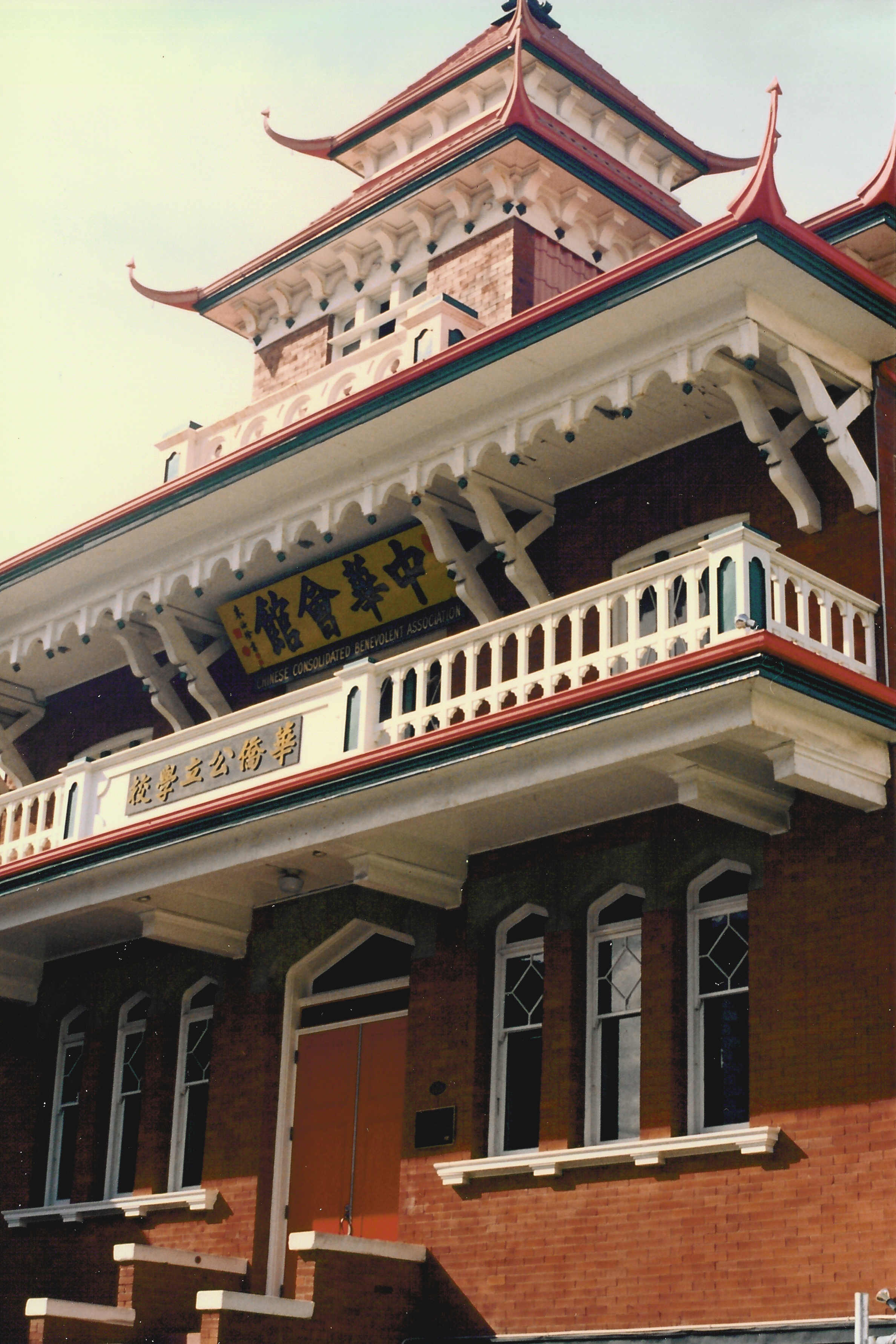
域多利中華會館

加拿大华人是指在加拿大工作或生活的华人。加拿大华人主要指加拿大工作生活但认同自己是中华人民共和国人或中华民国人，以及香港、澳门人。加拿大华人不应该包含华裔马来西亚人，华裔新加坡人，以及华裔加拿大人，就像英裔加拿大人和法裔加拿大人不会称呼自己是“加拿大英国人”或“加拿大法国人”一样。加拿大华人暗含了对中华人民共和国或中华民国的认同，无法正确反映出华裔加拿大人对加拿大的国家认同。

## 身份认同
加拿大华人包括认同自己为加拿大人的华裔加拿大人，以及其他认同自己是中华人民共和国人或中华民国人，以及香港人、新加坡人、马来西亚人等国家的华人。